# Ivan I di Russia
Ivan I Danilovič Kalità (in russo Иван I Данилович Калита?; Mosca, 1º novembre 1288 – Mosca, 31 marzo 1340), Principe di Mosca dal 1325, Gran Principe di Vladimir dal 1328, era figlio di Daniil Aleksandrovič.
Nel 1304, a causa dell'assenza dalla città del fratello maggiore Jurij Danilovič, Ivan difese Mosca dall'attacco dei Principi di Pereslavl'-Zalesskij e di Tver'. Durante il quarto giorno d'assedio, approfittando del contemporaneo attacco delle truppe del boiardo moscovita Rodion Nestorovič, Ivan radunò i suoi uomini compiendo una sortita al di fuori delle mura della città e sbaragliando il nemico. Mosca rimase in suo completo controllo anche nel 1319 quando Jurij, dopo essere stato nominato da Uzbeg Khan Gran Principe di Vladimir, si recò a Novgorod.
Durante le alterne vicende che avevano portato dapprima all'uccisione del fratello da parte di Demetrio di Tver', quindi all'esecuzione capitale di quest'ultimo a Saraj e infine alla proclamazione di Alessandro I di Tver' quale Gran Principe di Vladimir, Ivan svolse innumerevoli viaggi diplomatici presso l'Orda d'Oro al fine di ottenere la piena fiducia del Khan. Tali attenzioni valsero, dopo la ribellione di Tver' e quella di Pskov al giogo mongolo, a conferirgli il titolo di Gran Principe.
Tale appannaggio, lungi dall'essere solo una carica politica, gli permise di svolgere il ruolo di collettore dei tributi dei principati russi all'Orda. Come il fratello, tuttavia, Ivan non disdegnò di malversare le tasse da lui raccolte nei propri fondi personali, garantendosi in tal modo l'accumulo di un ingente tesoro (da cui il soprannome Kalita, borsellino). La sua politica sarà da allora volta al prestito del suo denaro ai principati confinanti con carenza di liquidità: gradualmente queste città rimasero soggiogate da una spirale di debiti incolmabili, condizione che permise ai successori di Ivan di annetterle al principato di Mosca.
Il maggior successo di Ivan rimane l'aver convinto il khan dell'Orda, che risiedeva a Saraj, di permettere che i suoi figli gli succedano anche nel titolo di Gran principe di Vladimir, accrescendo enormemente l'importanza della casa regnante di Mosca.

## Ascendenza
|                         |                 |                                | Genitori                     |  |  | Nonni |  |  | Bisnonni                 |  |  | Trisnonni             |  |
|                         |                 |                                |                              |  |  |       |  |  | Jaroslav II Vsevolodovič |  |  | Vsevolod III Jur'evič |  |
|                         |                 |                                |                              |  |  |       |  |  | Jaroslav II Vsevolodovič |  |  | Vsevolod III Jur'evič |  |
|                         |                 | Maria Švarnovna                |                              |  |  |       |  |  | Jaroslav II Vsevolodovič |  |  |                       |  |
| Aleksandr Nevskij       |                 |                                |                              |  |  |       |  |  | Jaroslav II Vsevolodovič |  |  |                       |  |
|                         |                 | Teodosia Mstislavna            | Mstislav l'Audace            |  |  |       |  |  |                          |  |  |                       |  |
|                         |                 | Teodosia Mstislavna            | Mstislav l'Audace            |  |  |       |  |  |                          |  |  |                       |  |
|                         |                 | Teodosia Mstislavna            | Maria, figlia di Köten       |  |  |       |  |  |                          |  |  |                       |  |
| Danil Aleksandrovič     |                 | Teodosia Mstislavna            |                              |  |  |       |  |  |                          |  |  |                       |  |
|                         |                 | Brjačislav II Vasilkovič       | Vasilko II Brjačislavič      |  |  |       |  |  |                          |  |  |                       |  |
|                         |                 | Brjačislav II Vasilkovič       | Vasilko II Brjačislavič      |  |  |       |  |  |                          |  |  |                       |  |
|                         |                 | Brjačislav II Vasilkovič       | figlia di Davide Rostislavič |  |  |       |  |  |                          |  |  |                       |  |
| Aleksandra Brjačislavna |                 | Brjačislav II Vasilkovič       |                              |  |  |       |  |  |                          |  |  |                       |  |
|                         |                 | …                              | …                            |  |  |       |  |  |                          |  |  |                       |  |
|                         |                 | …                              | …                            |  |  |       |  |  |                          |  |  |                       |  |
|                         |                 | …                              | …                            |  |  |       |  |  |                          |  |  |                       |  |
| Ivan I Ivanovič Kalità  |                 | …                              |                              |  |  |       |  |  |                          |  |  |                       |  |
|                         | Danil Romanovič | Romano Mstislavič              |                              |  |  |       |  |  |                          |  |  |                       |  |
|                         | Danil Romanovič | Romano Mstislavič              |                              |  |  |       |  |  |                          |  |  |                       |  |
|                         | Danil Romanovič | Eufrosina Anna Maria Isaccovna |                              |  |  |       |  |  |                          |  |  |                       |  |
| Leone I Danilovič       | Danil Romanovič |                                |                              |  |  |       |  |  |                          |  |  |                       |  |
|                         |                 | Anna Mstislavna                | Mstislav l'Audace            |  |  |       |  |  |                          |  |  |                       |  |
|                         |                 | Anna Mstislavna                | Mstislav l'Audace            |  |  |       |  |  |                          |  |  |                       |  |
|                         |                 | Anna Mstislavna                | Maria, figlia di Köten       |  |  |       |  |  |                          |  |  |                       |  |
| Agrippina L'vovna       |                 | Anna Mstislavna                |                              |  |  |       |  |  |                          |  |  |                       |  |
|                         |                 | Béla IV d'Ungheria             | Andrea II d'Ungheria         |  |  |       |  |  |                          |  |  |                       |  |
|                         |                 | Béla IV d'Ungheria             | Andrea II d'Ungheria         |  |  |       |  |  |                          |  |  |                       |  |
|                         |                 | Béla IV d'Ungheria             | Gertrude                     |  |  |       |  |  |                          |  |  |                       |  |
| Costanza d'Ungheria     |                 | Béla IV d'Ungheria             |                              |  |  |       |  |  |                          |  |  |                       |  |
|                         |                 | Maria Lascaris                 | Teodoro I Lascaris           |  |  |       |  |  |                          |  |  |                       |  |
|                         |                 | Maria Lascaris                 | Teodoro I Lascaris           |  |  |       |  |  |                          |  |  |                       |  |
|                         |                 | Maria Lascaris                 | Anna Angelina Comnena        |  |  |       |  |  |                          |  |  |                       |  |
|                         |                 | Maria Lascaris                 |                              |  |  |       |  |  |                          |  |  |                       |  |